# Округ Медисон (Индијана)
Округ Медисон (енгл. Madison County) је округ у америчкој савезној држави Индијана.

## Демографија
По попису из 2010. године број становника је 131.636, што је 1.722 (-1,3%) становника мање 2000. године.
| Група             | 2000.           | 2010.           |
| Белци             | 118.874 (89,1%) | 113.577 (86,3%) |
| Афроамериканци    | 10.511 (7,9%)   | 10.963 (8,3%)   |
| Азијати           | 469 (0,4%)      | 553 (0,4%)      |
| Хиспаноамериканци | 1.993 (1,5%)    | 4.189 (3,2%)    |
| Укупно            | 133.358         | 131.636         |